# X10

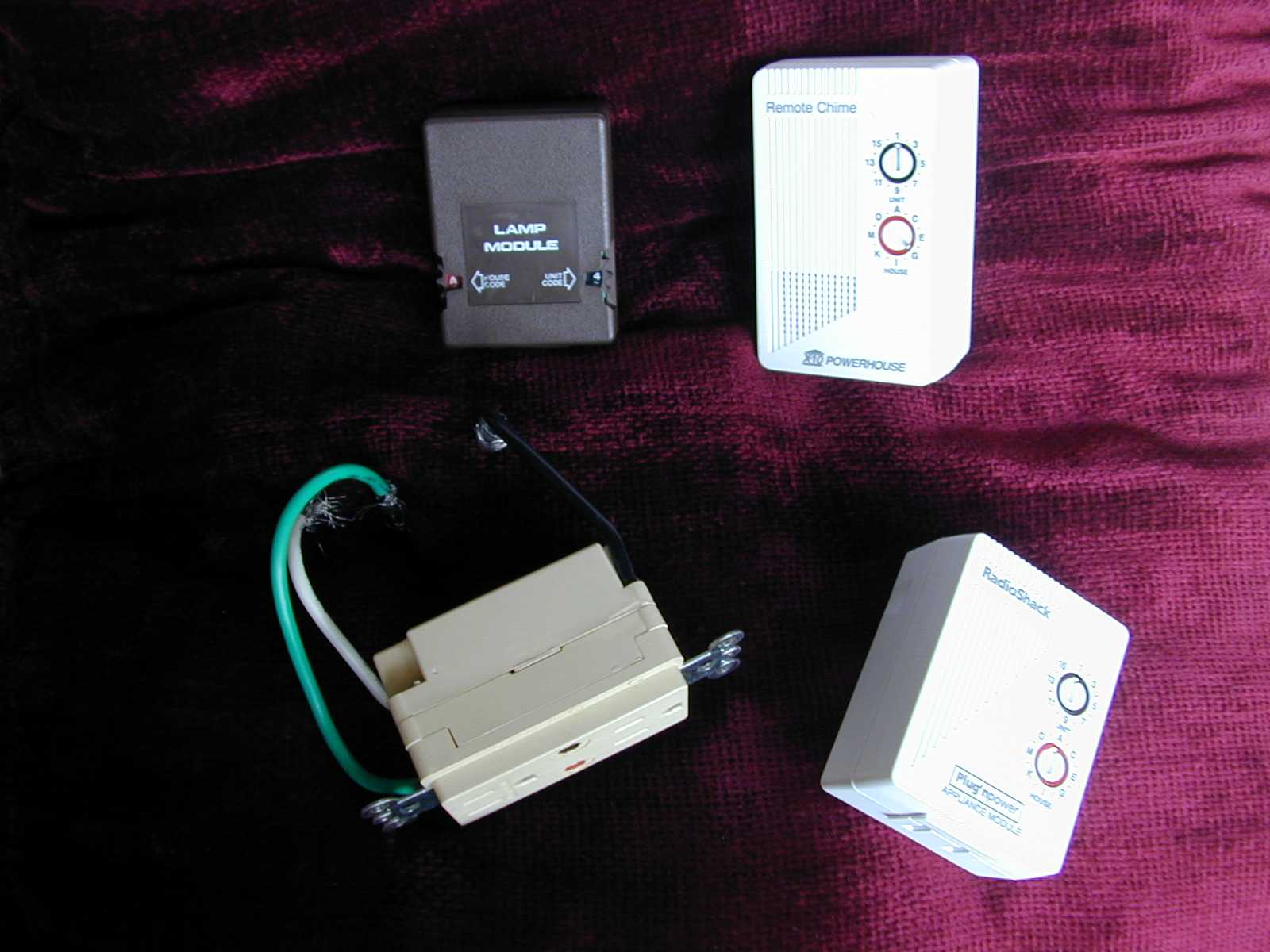
Módulo X10

X10 é um protocolo de comunicação entre dispositivos eletrônicos usados para automação residencial (domótica). Ele usa a fiação da linha de distribuição interna de energia elétrica para sinalização e controle. Ele também pode ser usado como protocolo para rede sem fio.
X10 foi desenvolvido em 1975 pela Pico Electrónica de Glenrothes, Escócia, a fim de permitir o controle remoto de dispositivos e aparelhos domésticos. Foi a primeira tecnologia a ser amplamente usada em redes domótica e continua a ser a mais amplamente disponível.

## Visão geral

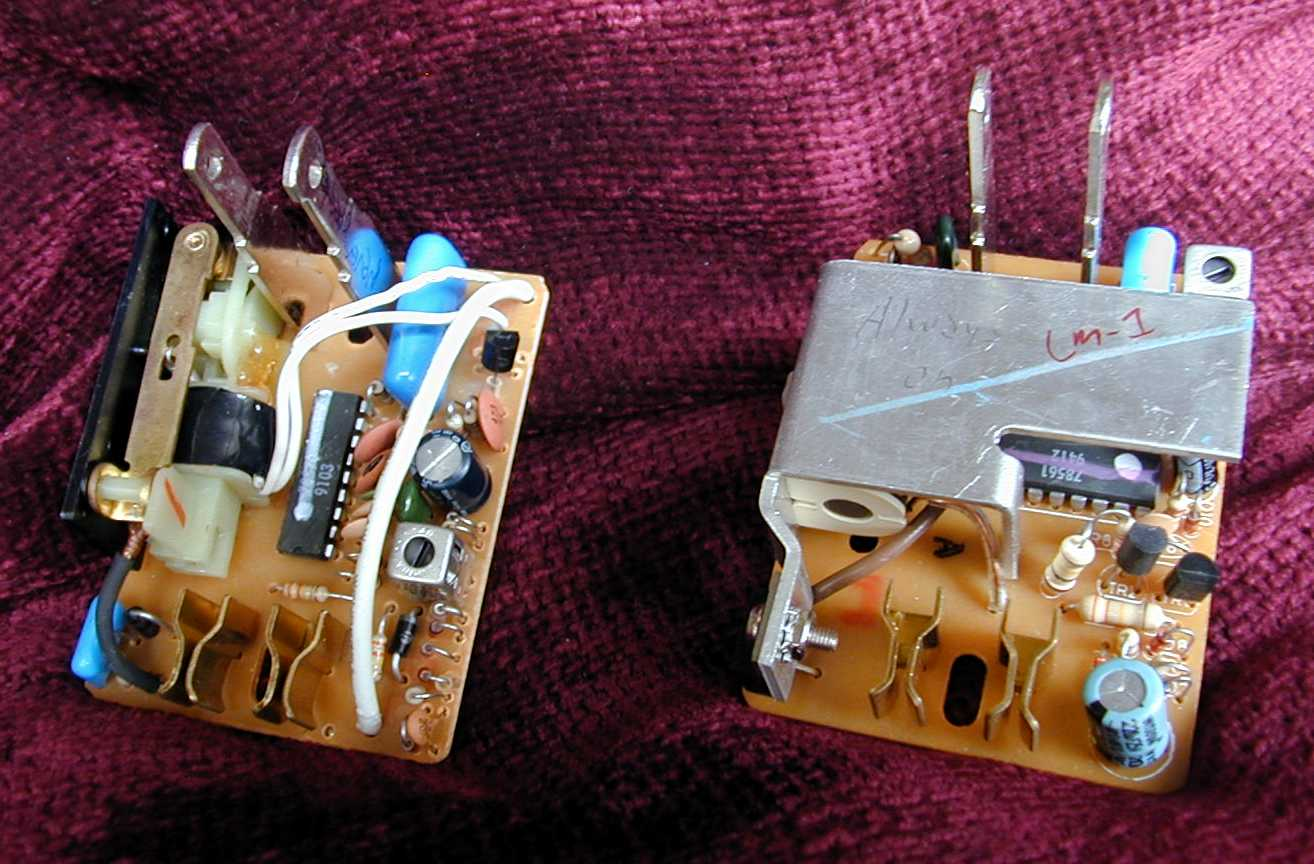
Módulo X10

A fiação elétrica residencial (o mesmo que alimenta as luzes e aparelhos) é usado para enviar dados digitais entre dispositivos X10. Esta informação digital é codificado sobre uma portadora de 120 kHz, que é transmitido na corrente alternada que funciona com 50 Hz ou 60. Um pulso de 120 kHz transmite um byte.